# Río Tapacarí
Der Río Tapacarí ist einer der Nebenflüsse des Río Rocha, der im weiteren Verlauf in den Río Caine übergeht und somit den Oberlauf des Río Grande in Bolivien bildet.

## Verlauf
Der Río Tapacarí entspringt zwischen den Höhenzügen der Serranía de Sicasica und der Cordillera Mazo Cruz westlich der Stadt Sacaba auf einer Höhe von 4109 Metern im Municipio Tapacarí. Von dort aus fließt er auf den ersten siebzehn Kilometern in weitgehend südlicher Richtung bis Tapacarí, der zentralen Ortschaft des Municipios. Er vereinigt sich hier mit dem Río Huateca, dem Río Choroma und dem Río Chillka und fließt weitere siebzehn Kilometer in mehr südlicher Richtung, bis er bei der Ortschaft Ramadas beim Zufluss des Río Calliri und des Río Huay Campara die Grenze zum Municipio Sipe Sipe erreicht. Auf den folgenden elf Kilometern bis zum Zufluss durch die Quebrada Ornuni bildet der Fluss die Grenze zwischen dem Municipio Tapacarí in der Provinz Tapacarí am Nordufer des Flusses und dem Municipio Sipe Sipe in der Provinz Quillacollo am Südufer des Flusses. Auf den restlichen sieben Kilometern wird der Fluss durch die Nationalstraße Ruta 4 zwischen Caracollo und Cochabamba überquert, bis er zwischen Parotani und Tajra in den Río Rocha mündet.